# Championnats du Cap-Vert de cyclisme sur route
Les championnats du Cap-Vert de cyclisme sur route sont organisés par la Fédération locale de ce pays afin de déterminer les champions nationaux cap-verdiens. Ils comprennent une course en ligne ainsi qu'un contre-la-montre,.  

## Hommes

### Podiums de la course en ligne
| Année | Vainqueur   | Deuxième       | Troisième     |
| ----- | ----------- | -------------- | ------------- |
| 2021  | Nélio Cruz  |                |               |
| 2022  | Nélio Cruz  |                |               |
| 2023  | Nélio Cruz  | Eliezer Soares | Rúben Júnior  |
| 2024  | Miklos Mota | Leandro Brito  | Gilberto Dias |
| 2025  | Nélio Cruz  | Rúben Júnior   | Leo Cosme     |

### Podiums du contre-la-montre
| Année | Vainqueur        | Deuxième         | Troisième      |
| ----- | ---------------- | ---------------- | -------------- |
| 2021, | Vladimir Fonseca | Patrick Veiga    | Nolito Miranda |
| 2022  | Nélio Cruz       |                  |                |
| 2023  | Eliezer Soares   | Patrick Veiga    | Isaías Semedo  |
| 2024  | Eliezer Soares   | Klisman Monteiro | Nélio Cruz     |
| 2025  | Nélio Cruz       | Helker Cabral    | Rúben Júnior   |